# Ärtordningen
Ärtordningen (Fabales) är en ordning av trikolpater som i nyare klassificeringssystem innehåller fyra familjer:
- Jungfrulinsväxter (Polygalaceae)
- Kvillajaväxter (Quillajaceae)
- Surianaceae
- Ärtväxter (Fabaceae)

I det äldre Cronquistsystemet fanns inte ordningen Fabales utan jungfrulinsväxterna var klassificerade i ordningen Polygalales och de övriga tre i Rosales.